# Droga wojewódzka nr 220
Droga wojewódzka nr 220 (DW220) – droga wojewódzka w województwie pomorskim o długości ok. 400 m, łącząca stację kolejową w Morzeszczynie z drogą wojewódzką nr 234.